# Éva Garam
Éva Garam (* 29. März 1939 in Boba; † 22. Mai 2023) war eine ungarische Professorin und Mittelalterarchäologin aus Budapest.

## Karriere
Garam schloss 1957 den Besuch des Áron-Gábor-Gymnasiums in Celldömölk ab und studierte anschließend zwischen 1957 und 1962 an der Eötvös-Loránd-Universität in Budapest Archäologie. Dieses Studium brachte sie 1962 mit ihrer Diplomarbeit über die Frauenkleidung während der Awarenzeit zum Abschluss. Sie wurde Wissenschaftliche Mitarbeiterin des Ungarischen Nationalmuseums in der Abteilung für die Völkerwanderungszeit und ab 1973 deren Leiterin. Im Jahr 1967 legte sie ihre Doktorarbeit vor.
Garam bearbeitete das über 1200 Einzelgräber umfassende große frühmittelalterliche Gräberfeld von Tiszafüred monographisch sowie die mittelalterlichen Friedhöfe von Kisköre und Zamárdi. Daneben verfasste sie zahlreiche Aufsätze zur Archäologie des Frühmittelalters in Ungarn.
Sie war seit 1962 Mitglied der Ungarischen archäologischen und kunsthistorischen Gesellschaft (Magyar Régészeti és Művészettörténeti Társulat) und des Archäologischen Komitees der Ungarischen Akademie der Wissenschaften.